# Heterosexualidad

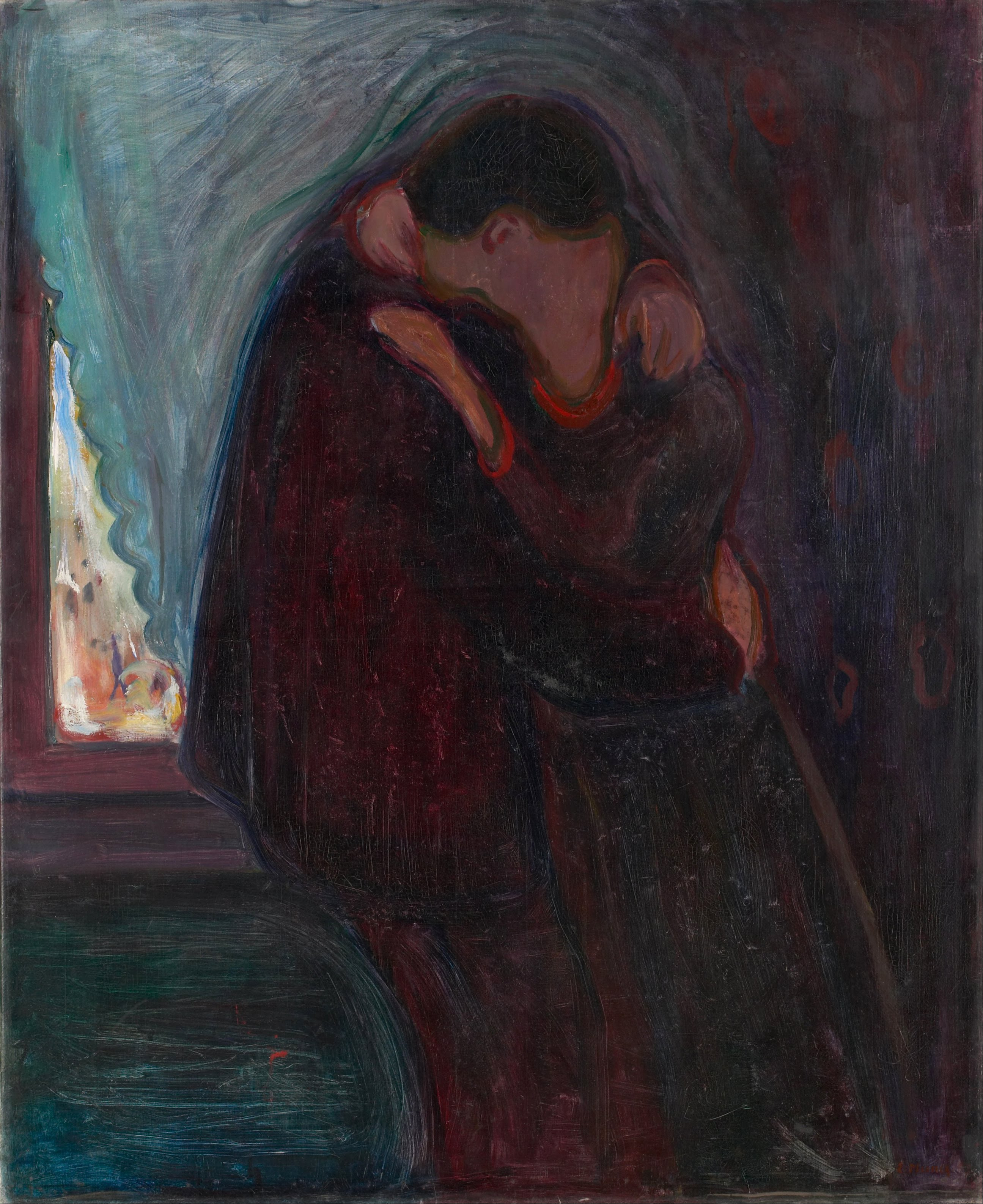
El beso por Edvard Munch (1897). Representa a una pareja heterosexual conformada por un hombre y una mujer dándose un beso.

La heterosexualidad es la atracción romántica, atracción sexual o comportamiento sexual entre personas de distinto sexo. Como orientación sexual, la heterosexualidad es un patrón duradero de relaciones emocionales o eróticas con individuos del sexo opuesto. También se refiere al sentido de identidad de una persona basado en esas atracciones, la pertenencia a una comunidad y comportamientos relacionados de personas que comparten esas atracciones. La heterosexualidad se caracteriza por un comportamiento «exclusivamente heterosexual» según la escala de Kinsey y, junto con la bisexualidad y la homosexualidad, es una de las tres categorías principales de la orientación sexual dentro del continuo heterosexual-homosexual. Los términos heterosexual y heterosexualidad (usados por vez primera por Karl-Maria Kertbeny) suelen aplicarse a los seres humanos, pero la conducta heterosexual se observa en todos los mamíferos y en otros animales que manifiestan un marcado dimorfismo sexual y una sexuación bien definida.

## Etimología

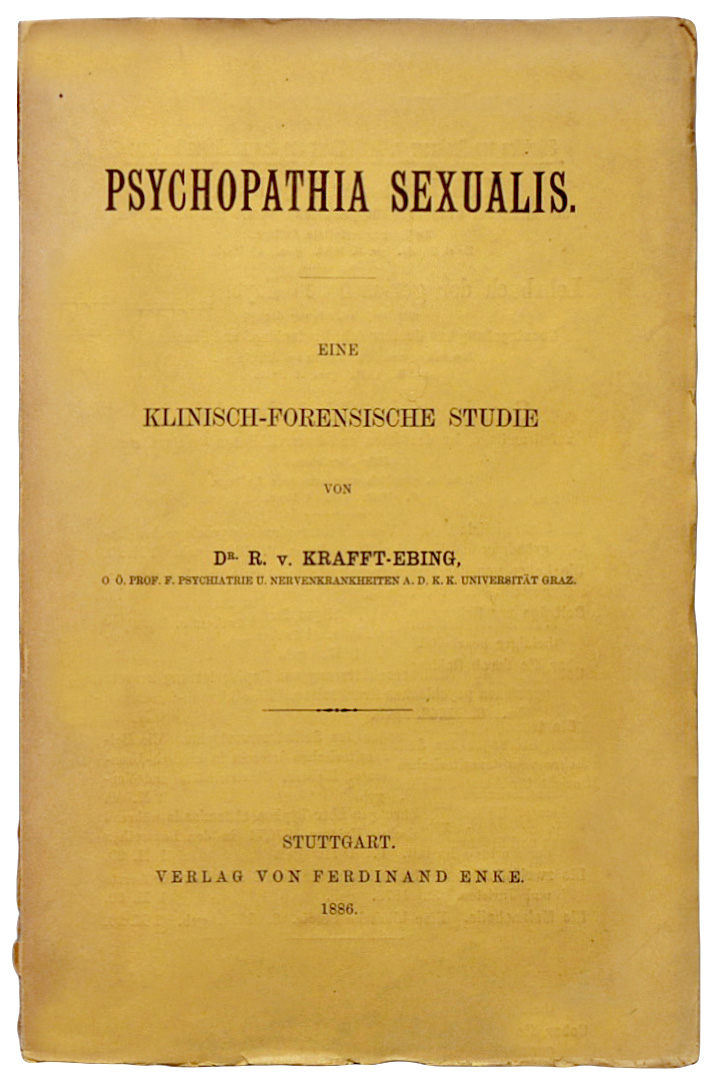
Primera edición de Psychopathia Sexualis (1886), de Richard von Krafft-Ebing.

Héteros proviene de la palabra griega ἕτερος [jéteros], que significa "otro",  utilizada en la ciencia como prefijo con el significado de "diferente"; y de la palabra latina sexualis, que significa sexo (es decir, típico el sexo o la diferenciación sexual).
El término «heterosexualidad» fue utilizado por el médico estadounidense James G. Kiernan en mayo de 1892 en un artículo publicado en la revista Chicago Medical Recorder sobre la «perversión sexual» en el que la heterosexualidad era definida como un «apetito anormal» hacia las personas del sexo opuesto, de la misma forma que la «homosexualidad» sería el «apetito anormal» hacia las personas del propio sexo. El término «heterosexual» ya había sido utilizado por otros médicos cuando se referían a los posibles tratamientos que permitieran al «homosexual y al heterosexual convertirse en seres humanos con inclinaciones eróticas naturales y con pulsiones normales». Así la edición de 1901 del Dorland Medical Dictionary definía la heterosexualidad como el «apetito sexual anormal o pervertido por el otro sexo». Todavía en 1923 el New International Dictionary decía: «pasión sexual mórbida por una persona del sexo opuesto». Se definían, pues, tres categorías de individuos respecto a su actividad sexual —y así lo especificaba el alemán Richard von Krafft-Ebing en Pychopatia Sexualis, obra publicada en 1886—: los homosexuales, los heterosexuales y los «normales», que son aquellos que no hacen de la sexualidad una práctica autónoma o exaltada —siempre respecto del sexo opuesto—, que se casan y tienen hijos. En conclusión, la heterosexualidad era definida, al igual que la homosexualidad, como una enfermedad que había que curar. Por apego a prácticas sexuales humanas repetitivas y extremas evidentes.
Esta concepción de la sexualidad fue cuestionada, entre otros, por Freud que en 1905 publicó la obra Tres ensayos sobre la teoría sexual en la que puso en duda que la atracción hacia el otro sexo fuera una cosa «natural».

«El interés exclusivo del hombre por la mujer es asimismo un problema que requiere una explicación y no algo que viene dado»
Sigmund Freud

Según Freud no se nacería heterosexual —dándole al concepto el significado actual— sino que la atracción sexual hacia las personas del sexo opuesto sería el resultado de un aprendizaje iniciado en la más tierna infancia. André Gide desarrolló esta idea al proponer en 1911 el concepto de «heterosexismo» entendido como la imposición social de la atracción hacia el sexo opuesto:

«Pensemos que en nuestras sociedades, en nuestras costumbres, todo predestina un sexo al otro; todo enseña la heterosexualidad, todo invita a ella, todo la provoca, teatro, libro, periódico...»
André Gide

Sin embargo, el punto de vista de Freud, de Gide y de otros autores no tuvo demasiados seguidores, ni siquiera entre los psicoanalistas, y la idea del carácter «innato» o «natural» de la atracción hacia el sexo opuesto se impuso.
Fue así como el término heterosexual dejó de referirse a una patología o a una enfermedad y pasó a definir la sexualidad «normal». Así por ejemplo, el diccionario francés Le Petit Robert definió al heterosexual como aquella persona «que experimenta una apetencia sexual normal por los individuos del sexo opuesto». En ediciones posteriores introdujo una corrección importante: el heterosexual es aquel «que experimenta una atracción sexual (considerada como normal) por los individuos del sexo opuesto». Y finalmente en los años 2000 eliminó el paréntesis: el heterosexual es aquel «que experimenta una atracción sexual por los individuos del sexo opuesto».
Cuando la heterosexualidad define un sistema social se estudia bajo el nombre de heteronormatividad y según los principios de Yogyakarta es una violación a los derechos sexuales y a los derechos humanos considerado como un tabú.

### Heterosexual,homosexual,hetero,homo,right,...
El uso actual del término heterosexual tiene sus raíces en la tradición del siglo XIX más amplio de la taxonomía de la personalidad. Se sigue influyendo en el desarrollo del concepto moderno de la orientación sexual, y se puede utilizar para describir la orientación sexual de los individuos, historia sexual, o la autoidentificación. Algunos rechazan el término “heterosexual” como la palabra se refiere solo a uno de los comportamientos sexuales y no se refiere a los sentimientos románticos no sexuales. El término “heterosexual” se sugiere que han entrado en uso como un neologismo después, y frente a la palabra “homosexual” por Karl-Maria Kertbeny en 1868. En el argot de LGBT, el término “obtentor” se ha utilizado como una frase denigrante burlarse de los heterosexuales. Entre los hipónimos de heterosexual, incluye heteroflexible.
En el registro coloquial, se usa con frecuencia el acortamiento «hétero» o «hetero», dependiendo de la zona geográfica. El término “derecho” (del inglés "straight")  se originó como un término del argot gay en la primera mitad del siglo XX para los heterosexuales; en última instancia,  viene de la frase “ir directo” (como en “recta y estrecho”) o dejar de tener relaciones sexuales homosexuales. Uno de los primeros en usar la palabra de esta manera fue G. W. Henry, en 1941. En su libro, utiliza este término en relación con los ex-gais. En la actualidad, simplemente es un término coloquial para “heterosexual“ que tiene, al igual que muchas palabras, cambios en su significado primario con el tiempo. Algunos se oponen al uso del término “derecho” porque implica que los no heterosexuales son torcidos.

## Simbolismo

Propuesta de bandera heterosexual usada como base en la bandera heteroaliada.

El simbolismo heterosexual se remonta a los primeros artefactos de la humanidad, con rituales de fertilidad y el arte primitivo. Esto se expresó más tarde en el simbolismo de los ritos de fertilidad y el culto politeísta, que a menudo incluyen imágenes de los órganos reproductivos humanos, como Lingam en el Hinduismo. Los símbolos modernos de la heterosexualidad en las sociedades derivadas de las tradiciones europeas todavía hacen referencia a los utilizados en estas antiguas creencias. Uno de estos es la imagen es una combinación del símbolo de Marte, el dios romano de la guerra, como el símbolo de la masculinidad definitiva, y el símbolo de Venus, la diosa romana del amor, como el símbolo de la feminidad definitiva. El carácter Unicode para este símbolo combinado es ⚤ (U + 26A4).

Propuesta de bandera heterosexual reemplazando los colores de la bandera arcoíris LGBT por una escala de grises. También es usada como base de la bandera heteroflexible.

Otros símbolos que tradicionalmente son usados actualmente para representar cada género binario son el color azul para los hombres y el rosa para las mujeres, si bien en algunas culturas de la antigüedad ocurría todo lo contrario según se demuestra en textos de aquellas épocas, pues el rosa se asociaba con la agresividad y la impetuosidad que inspiran los tonos rojizos mientras que el azul celeste se asociaba con la delicadeza y la belleza del cielo. En muchos lugares esta distinción ni siquiera existía y ambos colores eran usados indistintamente hasta alrededor del siglo XVIII. Tiempo después el rosa incluso se empezó a usar para simbolizar lo masculino mientras que el azul para lo femenino, hasta que gradualmente esto se convirtió en una costumbre totalmente contraria a la actual. No fue hasta bien entrado el siglo XX que ocurrió una feminización del rosa y una masculinización del azul debido principalmente a la influencia de industrias textiles y de prendas infantiles.

## Aspectos religiosos
La tradición judeocristiana tiene varias escrituras relacionadas con la heterosexualidad. En Génesis 2:24, hay un mandamiento que dice 

“Por tanto, dejará el hombre a su padre y a su madre, y se unirá a su mujer, y serán una sola carne”
(Gen 2:24)

En 1.º Corintios, se aconseja a los cristianos :
Ahora, para los asuntos de matrimonio escribió : Es bueno para el hombre no tocar a una mujer, por lo tanto, digo a los solteros y a las viudas que es bueno para ellos soportarlo así como yo. Pero si no pueden contenerse, que se casen, porque es mejor casarse que arder. Pero ya que hay tanta inmoralidad, cada uno tenga su propia mujer, y cada una tenga su propio marido. El hombre debe cumplir su deber conyugal con su esposa, e igualmente la mujer a su marido. El cuerpo de la mujer no pertenece solo a ella sino también a su marido. De la misma manera, el cuerpo del marido no pertenece solo a él sino también a su esposa. No se nieguen el uno al otro, excepto de común acuerdo y por un tiempo, para que puedan dedicarse a la oración. A continuación, se unen de nuevo para que Satanás no os tiente por causa de su falta de autocontrol. Lo digo como una concesión, no como un comando. (NVI)
En su mayor parte, las tradiciones religiosas en el matrimonio se reservan mundialmente a las uniones heterosexuales, pero hay excepciones que incluyen cierta tradiciones budistas e hindúes, Unitarismo Universalista, Iglesia de la Comunidad Metropolitana y algunas diócesis anglicanas y algunos Quaker, Iglesia Unida de Canadá y congregaciones de judaísmo Reformado y Conservador.
Casi todas las religiones creen que se permite el sexo legal entre un hombre y una mujer, pero hay algunos que creen que es un pecado, como Los Shakers, Harmony Society, y Ephrata Cloister. Estas religiones tienden a ver todas las relaciones sexuales como algo pecaminoso, y promueven el celibato. Otras religiones ven las relaciones heterosexuales como inferior al celibato. Algunas religiones requieren el celibato para ciertas funciones, tales como sacerdotes católicos; Sin embargo, la Iglesia Católica también considera que el matrimonio heterosexual es sagrado y necesario.

## Demografía
La demografía de la orientación sexual es difícil de establecer debido a la falta de datos fiables. Sin embargo, la historia de la sexualidad humana muestra que las actitudes y comportamiento han variado a través de las sociedades. De acuerdo con los principales estudios, el 89% y el 98% de personas han tenido contacto heterosexual durante su vida, pero este porcentaje se reduce al 79-84% cuando uno o ambos sienten atracción del mismo sexo y da cuenta de la conducta. En un estudio realizado en 2006, el 80% de los encuestados informaron de forma anónima que se sentían atraídos hacia los heterosexuales, aunque el 97-98% se identificaron como heterosexuales. Un estudio de 1992 informó de que el 93,9% de los hombres en el Reino Unido han tenido experiencias heterosexuales, mientras que en Francia se informó el número al 95,9%.
En los Estados Unidos, según un informe del Instituto Williams en abril de 2011, el 96% o aproximadamente 250 millones de la población adulta son heterosexuales.

### Encuestas
De acuerdo con una encuesta del 2008, el 85% de los británicos tienen contacto sexual solo con su sexo opuesto mientras que solo el 94% de los británicos se identifican como heterosexuales.  Del mismo modo, una encuesta realizada por la Oficina Nacional de Estadísticas del Reino Unido (ONS) en 2010 encontró que el 95 % de los británicos se sientes identificados como heterosexuales, 1,5% de los británicos se identificaron como homosexuales o bisexuales, y el último 3,5% dio respuestas más vagos como “no sé”, “otro”, o no respondió a la pregunta.
Datos proporcionados por la Encuesta Gallup en octubre de 2012 obtuvo información demográfica sin precedentes sobre los que se identifican como heterosexuales, llegando a la conclusión de que el 96,6% de todos los adultos estadounidenses se identifican como heterosexuales, con un margen de error de ±1%.
| Género/Edad   | Heterosexual | No-heterosexual | No lo sé Negó |
| ------------- | ------------ | --------------- | ------------- |
| 18-29         | 90.1%        | 6.4%            | 3.5%          |
| 30-49         | 93.6%        | 3.2%            | 3.2%          |
| 50-64         | 93.1%        | 2.6%            | 4.3%          |
| 65+           | 91.5%        | 1.9%            | 6.5%          |
|               |              |                 |               |
| 18-29, Mujer  | 88.0%        | 8.3%            | 3.8%          |
| 18-29, Hombre | 92.1%        | 4.6%            | 3.3%          |

En una encuesta realizada en 2015 por Yougov se demostró que de 1.632 adultos del Reino Unido, el 88,7% se identificaron como heterosexuales, 5,5% como homosexuales y el 2,1% como bisexuales. Cuando se le preguntó en que lugar se colocarían en la escala de Kinsey, el 72% de todos los adultos y el 46% de los adultos de 18-24 años, tomó una puntuación de cero, significa que se identifican como totalmente heterosexuales. Sin embargo el 4% de la muestra total y el 6% de los adultos jóvenes, dijeron que se situaban en el número seis, es decir, una identidad totalmente homosexual.
En otra encuesta de Yougov de 1000 adultos de los Estados Unidos, el 89% de la muestra se identificada como heterosexual, 4% como homosexuales (entre 2% como masculina homosexual y 2% como hembra homosexual) y 4% como bisexuales (de cualquier sexo).

## Estudios académicos

### Biología y ambiente
La relación entre la biología y la orientación sexual es un tema de investigación. No hay un determinante simple y singular para la orientación sexual que se ha demostrado de manera concluyente; aunque diversos estudios apuntan a varias posiciones incluso contradictorias, los científicos plantean la hipótesis de que una combinación de factores genéticos, hormonales y sociales pueden determinan la orientación sexual. Las teorías biológicas para explicar las causas de la orientación sexual son las más populares,  y los factores biológicos pueden implicar una compleja interacción de factores genéticos y el ambiente uterino temprano, o factores biológicos y sociales. Estos factores, que pueden estar relacionados con el desarrollo de la orientación heterosexual u otra, incluyen los genes, hormonas prenatales y la estructura del cerebro y su interacción con el medio ambiente.